# 代理キー
代理キー（だいりキー、英: alternate key）は、コンピュータの関係データベースの関係モデルにおいて、関係の候補キーのうち主キーとして選ばれなかったキーをいう。
例えば、関係データベースで社員関係変数 (社員テーブル) があり、社員関係変数は「社員番号」「社会保障番号」などの属性をもつとする。
この場合、「社員番号」と「社会保障番号」はともにある社員の一意識別子となる。
このため「社員番号」もしくは「社会保障番号」はいずれも主キーとして使うことができる。
したがって、「社員番号」および「社会保障番号」の2つはともに候補キーである。
例えば、「社会保障番号」を主キーとして選んだ場合、「社員番号」は代理キーとなる。
なお、自然キーと対比される代替キー (サロゲートキー、surrogate key) が代理キーと呼ばれている場合もある（自然キーおよび代替キーについては、主キーの項を参照）。